# ژان تیسیه
ژان تیسیه (فرانسوی: Jean Tissier‎؛ ۱ آوریل ۱۸۹۶ – ۳۱ مارس ۱۹۷۳) بازیگر اهل فرانسه بود.
از فیلم‌ها یا برنامه‌های تلویزیونی که وی در آن نقش داشته است، می‌توان به و خداوند زن را آفرید، گوژپشت نتردام، بیوه کودرک، مسالینا و ناپلئون اشاره کرد.